# Syltefjord
Le Syltefjord (en norvégien : Syltefjorden) est un affluent du Vanylvsfjord, dans la municipalité de Vanylven, dans le comté de Møre og Romsdal (anciennement, comté de Sunnmøre) en Norvège. Un fjord est un bras de mer long et étroit, aux parois abruptes et en eau profonde, situé à des latitudes élevées, généralement le long de côtes montagneuses. Le fjord mesure environ 6,5 kilomètres de long et un kilomètre de large. Il a un bras de mer entre Slagneset et Fiskå et s’étend d’abord vers l’est, puis vers le sud. À l’embouchure du fjord se trouve le village de Sylte, qui a donné son nom au fjord. La plus grande profondeur du fjord est de 104 mètres. La route de comté 61 passe des deux côtés du fjord.
Le Syltefjord est à 600 km de distance d’Oslo, soit deux jours de conduite par les routes E6, 15, E39, 15 et 61. Les activités possibles au Syltefjord sont la pêche, la randonnée, les excursions, promenades en mer et la visite de l’île aux oiseaux de Runde. Les villes d’Ålesund, Kristiansund et Molde peuvent être atteintes depuis le Syltefjord lors d’excursions d’une journée. Les autres sites touristiques à proximité sont le Geirangerfjord et le Trollstigen.
Le Syltefjord est prisé par les amateurs de pêche en plein air. C’est également un bon secteur pour la pêche professionnelle, quoique l’activité n’est pas totalement exempte de risques. Ainsi, le 14 août 2020 vers 06 h 00, un navire de pêche avec quatre personnes à bord, le Havstein, a chaviré et coulé dans le Syltefjord alors qu’il pêchait du poisson. Le Havstein est un bateau construit en 2019, long de 12,95 mètres, qui dispose d’un quota de cabillaud dans le nord et de maquereau côtier. Il appartient à Anders et Erling Remøy de Nerlandsøy, à travers la société Havstein Remøy DA. Le navire de sauvetage Idar Ulstein et un bateau léger ont été envoyés par le Centre conjoint de coordination des opérations de sauvetage dans le sud de la Norvège pour sauver le bateau de pêche. Toutes les personnes à bord ont été sauvées. L’Autorité maritime norvégienne a enquêté sur l’accident et découvert que des écoutilles restées ouvertes sont à l’origine de l’accident. L’épave a été remorquée en eau peu profonde afin qu’elle puisse être récupérée plus tard, a indiqué la Société norvégienne de sauvetage en mer.
Avec la construction du tunnel maritime de Stad, un projet de pont sur le Syltefjord a été envisagé par le comté de Møre og Romsdal, afin d’utiliser le remblai rocheux gratuit résultant du creusement du tunnel. Ce pont mesurerait environ 1,5 km de long, entre Ytre Tunheim et Korsneset à Slagnes. Avec ce pont, les habitants du côté sud du fjord gagneraient 6 à 7 minutes (environ 10 km de route) sur le trajet vers le centre de Fiskå. Toutefois, ce projet suscite de vives oppositions, avec les arguments suivants :
- Le Syltefjord est un fjord riche en poissons. Il est une frayère pour la morue, qui sera probablement endommagée par le pont et les déversements massifs de pierre dans le fjord. Le Syltefjord est un fjord seuil qui nécessite de bonnes conditions pour le remplacement de l’eau. Ce fjord seuil a été créé par l’érosion des masses de glace, qui ont laissé des moraines sous-marines dans l’embouchure du fjord. Le remplacement de l’eau salée a lieu au-dessus de ce seuil. Si les conditions du sol changent, il deviendra difficile que l’oxygène se renouvelle dans la partie profonde du fjord. Dans le pire des cas, l’oxygène s’épuisera et le fjord aura de l’eau de mauvaise qualité. Le poisson disparaîtra alors en un trimestre.
- Le pont aura un fort impact dans le paysage. Il gâchera de très belles expériences de nature. Tout le monde sur Fiskå et sur le côté nord du fjord aura la vue gâchée par un long remblai et un pont. Les deux zones que le pont devrait relier, Korsneset à Slagnes et Ytre Tunheim, sont uniques car les rives et la nature sont bien préservées des deux côtés. La zone de Fjøre à Ytre Tunheim est une magnifique zone naturelle protégée. La même chose peut être dite à propos de Korsneset à Slagnes. La plage de Fiskå à Ytre Tunheim est unique.
- Au cours des 50 dernières années, des jetées et des ports en pierre ont été construits à intervalles réguliers, avec ou sans autorisation, dans l’ensemble de Vanylven. Avec un nouveau pont, une île supplémentaire artificialisera davantage le littoral et la nature intacte.
- Le remplissage du remblai et la construction du pont engendrera des coûts importants, ainsi que la création de routes des deux côtés jusqu’au nouveau pont. Le projet n’est pas très rentable socio-économiquement. Pour beaucoup d’habitants, les quelques minutes de trajet économisées sont des minutes précieuses. Mais ce gain de temps se fera au détriment de la belle nature et du paysage, et la zone irremplaçable le long du fjord sera rasée. Ce sera un crime environnemental, dû à une réflexion à court terme[7].